# Susan Potter
Pour les articles homonymes, voir Potter.
Susan Christina Potter est une femme américaine, née Witschel le 25 décembre 1927 à Leipzig et décédée le 16 février 2015 à Denver. Atteinte du cancer, elle milite pour les droits de personnes en situation de handicap et donne son corps à la science pour le Visible Human Project. Après avoir accepté le projet en 2000, elle devient un personnage public et promeut la formation médicale, accompagnant les étudiants en médecine de l'Université du Colorado. Elle décède d'une pneumonie.

## Biographie
Ses parents s'installent aux États-Unis alors qu'elle est une jeune enfant, tandis qu'elle-même reste en Allemagne. Après-guerre, elle immigre à son tour et vient à New York. En 1956, elle épouse un comptable, Harry Potter ; tous deux élèvent leurs enfants à Long Island. Lors de la retraite, le couple se fixe à Denver. Susan Potter, victime d'un accident de la circulation, vit avec un handicap moteur et se déplace en fauteuil roulant. Elle se rend fréquemment au centre hospitalier rattaché à l'université du Colorado, où elle milite pour les droits des personnes en situation de handicap. C'est là qu'elle rencontre Victor Spitzer.
Pendant près de deux décennies, le National Geographic magazine étudie l'histoire de Susan Potter et de Victor M. Spitzer, directeur du Center for Human Simulation (Université du Colorado) ; le chercheur dirige ce projet financé par les National Institutes of Health afin de produire un documentaire vidéo en 2018. À l'époque où Potter rencontre Spitzer, en 2000, elle a subi 26 interventions chirurgicales et vit avec le diagnostic de mélanome, cancer du sein et diabète. Lorsque le National Geographic commence à publier son histoire, au début des années 2000, son espérance de vie est estimée à un an. Toutefois, elle survit encore 14 ans et devient amie avec Spitzer.